# Ichikawa Shōichi
Ichikawa Shōichi (japanisch 市川 正一; geboren 20. März 1892 in Ube, damals im Kreis Asa der Präfektur Yamaguchi; gestorben 15. März 1945) war ein führender japanischer Kommunist vor 1945.

## Leben und Werk
Ichikawa Shōichi machte seinen Abschluss an der Waseda-Universität und arbeitete dann als Journalist für verschiedene Zeitungen. Später gab er, zusammen mit Aono Suekichi (青野末吉) und anderen, ein Marxistisches Magazin „Die Proletarische Klasse“ (無産階級, Musan kaikyū) heraus.
1923 wurde Ichikawa Mitglied der Kommunistischen Partei Japans und wurde Mitherausgeber der Parteizeitung „Sekki“, Der Säuberungsaktion vom 15. März 1928 entkam Ichikawa und konnte an der 6. Konferenz der Kommunistischen Internationale in Moskau teilnehmen. Er wurde dann aber am 16. April 1929 wegen Verstoßes gegen das „Gesetz zur Aufrechterhaltung der öffentlichen Sicherheit“ verhaftet und verhört. Ichikawa war nicht bereit, seine politische Position zu widerrufen und wurde zu Lebenslänglich verurteilt. Er starb 1945 an Entkräftung im Gefängnis. Seine Aussagen wurden posthum unter dem Titel „Kleine Geschichte des Kampfes der Kommunistischen Partei Japans“ (日本共産党闘争小史 Nihon kyōsantō tōsō shōshi) veröffentlicht.
Am 15. März 1972 wurde das „Ichikawa-Shōichi-Gedenkmonument“ (市川正一記念碑 Ichikawa Shōichi kinenhi) in Hikari errichtet. Noch heute, am Jahrestag des Todes, wird dort das „Fest vor dem Denkmal“ (碑前祭, Hizen-matsuri) vom Präfekturkomitee Yamaguchi der Kommunistischen Partei Japans abgehalten.